# Centro Sur (Caldas)
Centro-sur es una de las seis subregiones que conforman el departamento colombiano de Caldas; es además la más poblada.

## Municipios
La subregión comprende 5 municipios.
- Chinchiná
- Manizales
- Neira
- Palestina
- Villamaria

## Economía
Las principales actividades económicas que se realizan en la región es la agricultura, principalmente la de café(agroindustrial mente), igualmente otros productos como la papa, las frutas de clima frío(como la manzana y el feijoo), plátano, leguminosas y hortalizas; otras actividades económicas de menor escala son los maderables, las minas(oro, plata, plomo, zinc, hierro, caliza, cobre y antimonio) y la ganadería.
El turismo es un importante campo económico en este región el cual cada vez crece más, principalmente por el paisaje cafetero de la zona además de las festividades y sitios turísticos que posee esta parte del departamento de Caldas.

## Geografía
|                                   |
| Topografía del Centrosur caldense |

|                                    |
| Hidrografía del Centrosur caldense |

### Hidrografía
El Centrosur caldense posee muchas quebradas y ríos, entre ellos el río Cauca que pasa por el costado oeste y divide a este del Bajo Occidente; otro río importante es el río Chinchiná, que divide a Palestina, Chinchiná y Villamaría del municipio de Manizales. Otros ríos son el Guacaica, Tareas y el Blanco. También posee aguas termales ya que parte del Parque nacional natural Los Nevados se encuentra en territorio de la subregión.

### Límites
La subregión limita al sur con Risaralda más exactamente con los municipios de Santa Rosa de Cabal, Marsella y Pereira;  al sureste y occidente con Murillo, Villahermosa, Casabianca, Herveo todos estos del Tolima, y con Marulanda de la subregión del Alto Oriente de Caldas; al norte con la subregión Norte, exactamente con Aranzazu, Filadelfia y con Quinchia del Risaralda al occidente con Risaralda y Anserma del Bajo Occidente.